# ニコライ・デミドフ

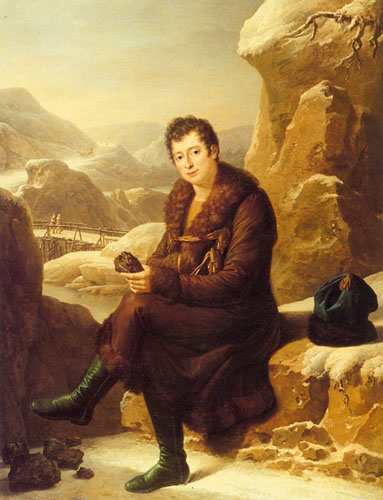
ニコライ・デミドフ伯爵

ニコライ・ニキーチチ・デミドフ（Николай Никитич Демидов, 1773年10月9日 - 1828年4月22日）は、ロシアの実業家、外交官、芸術の後援者、伯爵。

## 生涯
ニキータ・アキーンフィエヴィチ・デミドフとその三番目の妻アレクサンドラ・サフォーノヴァとの間に生まれた。デミドフは父の死に伴ってデミドフ家が支配する巨大な企業帝国をわずか15歳の若さで受け継ぐと、見境なくその莫大な資産を浪費し始めたため、ロシア政府によってしばらく管財人の保護下におかれた。デミドフは1795年9月、同じく帝国有数の資産家一族に属する男爵令嬢エリザヴェータ・ストロガノヴァと結婚した。デミドフ夫妻はあいだに二人の息子、パーヴェルとアナトーリーをもうけた。
デミドフは結婚後、外交官として政府に出仕するようになり、任地であるパリに赴いた際、ナポレオン1世に出会ってその熱烈な崇拝者となった。しかし、フランスとロシアの関係が悪化するとともにフランスからの出国を余儀なくされ、1812年にイタリア経由で帰国した。デミドフは1806年から1812年まで続いた露土戦争で戦功を立て、フランスによるロシア侵攻が始まると、個人財産を使って歩兵連隊を創設し、自らその指揮官としてオラヴァイスの戦いやボロジノの戦いでナポレオン軍を相手に戦っている（この連隊にはデミドフ自身の長男パーヴェルも所属していた）。
1813年、デミドフはナポレオン軍によるモスクワ焼き討ちで多くの所蔵品を失ったモスクワ鉱物博物館（一族のパーヴェル・グリゴリーエヴィチ・デミドフが創設した）に重要な収集品を寄贈し、また同じ災難に遭っていたモスクワ大学にも芸術品の寄贈を行った。また帝国の首都サンクトペテルブルクでも私財を投じて4つの橋を建設している。年を重ねるにつれてデミドフは有能な実業家となり、自分の経営する工場のインフラ整備に努めて財産を二倍に増やした。彼は多くの産業を支配する一方で公共福祉事業にも多くの財産を費やし、鉱山開発を成功させ、自分の年収を500万ルーブルにまで増やした。デミドフはまたボルドーワインとシャンパン、ルッカ産のオリーヴをクリミアで生産することに成功した。
デミドフは侍従、枢密院議員として皇帝パーヴェル1世の側近くに仕えたこともあり、1798年にはパーヴェルから正教系聖ヨハネ騎士団総長の職を譲られている。1819年には在トスカーナ大公国ロシア大使に任じられた。デミドフは1812年に次男が生まれてまもなく妻と離婚しており、それ以来トスカーナを拠点としてフランスとイタリアを行き来する生活を送り、学者たちと交流したり、トスカーナで学校や病院、その他の慈善団体を設立するための資金を拠出したりして暮らしていた。
晩年、デミドフはトスカーナ大公国の首都フィレンツェの北にある42エーカーもの広さの沼沢地をカトリック教会から買い取り、この地に私邸ヴィラ・サン・ドナートを建設した。この邸宅は14組の続き部屋から構成され、各部屋が豪奢に飾り立てられており、またデミドフが集めてきた美術収集品が納められ、劇場と語学研究施設も造られていた。デミドフ・コレクションと呼ばれた彼の美術コレクションはヨーロッパ世界で最も重要なコレクションの一つであるが、サン・ドナート、サンクトペテルブルク、パリ、およびモスクワにそれぞれ存在したデミドフの私邸に、ばらばらに分かれて置かれていた。コレクションのうち、フランドルやイタリアの巨匠たちの作品、装飾芸術品、武器のコレクションは、現在はロンドンのウォレス・コレクションに展示されている。また古代ギリシアと古代ローマの彫刻のコレクションは、現在はエルミタージュ美術館にある。
1827年2月23日、トスカーナ大公レオポルド2世はデミドフをサン・ドナート伯爵（Conte di San Donato）に叙した。これはデミドフがトスカーナ大公国政府に絹織物工場設立のための資金を貸し付けた功労に報いるための叙爵であった。デミドフの死後、トスカーナでは彼の貢献を称えるロレンツォ・バルトリーニ制作のモニュメントが造られ、これは現在もフィレンツェのアルノ川に面した「デミドフ広場」に置かれている。